# Ambassade de France au Monténégro
L'ambassade de France au Monténégro est la représentation diplomatique de la République française au Monténégro. Elle est située à Podgorica, la capitale du pays, et son ambassadrice est, depuis 2023, Anne-Marie Maskay.

## Ambassade
L'ambassade est située à Podgorica. Il n'existe à ce jour pas de consulat, les fonctions consulaires étant exercées à Belgrade.

## Histoire
L'ambassade de France était, au début du XXe siècle, située à Cettigne, alors capitale de la Principauté puis du royaume du Monténégro. Elle avait été construite par l'architecte français Paul Guadet en 1910, au cours de la période d'indépendance du Monténégro. La façade de cet immeuble de trois étages est décorée de carreaux de céramique polychrome. Le bâtiment, bien qu'étant assez délabré, abrite aujourd'hui la Bibliothèque nationale centrale, qui y conserve ses livres anciens et rares. La ville a accueilli douze autres légations, qui se sont ouvertes entre le congrès de Berlin qui reconnut la souveraineté du Monténégro et la fin de la Première Guerre mondiale (Grande-Bretagne, Italie, Grèce, Turquie, États-Unis, Allemagne, Autriche-Hongrie, Belgique, Espagne, Bulgarie, Hongrie et Serbie).

## Ambassadeurs de France au Monténégro
| De   | À    | Ambassadeur              |
| ---- | ---- | ------------------------ |
| 1889 | 1891 | Auguste Gérard           |
| 2003 | 2007 | Hugues Pernet,           |
| 2004 | 2007 | Yves Barelli             |
| 2007 | 2007 | Christophe Philibert,    |
| 2007 | 2010 | Bernard Garancher        |
| 2010 | 2013 | Dominique Gazuy-Fromaget |
| 2013 | 2016 | Véronique Brumeaux       |
| 2016 | 2020 | Christine Toudic         |
| 2020 | 2023 | Christian Thimonier      |
| 2023 | auj. | Anne-Marie Maskay        |

## Relations diplomatiques
La première représentation française au Monténégro date de 1879, avec l'arrivée du premier chargé d'affaires à Dubrovnik. La mission diplomatique a été transféré en 1886 à Cettigne. Le nouveau siège de la légation française ouvrit en 1910, au no 100 de la rue Njegoševa.
Le Monténégro étant devenu indépendant le 3 juin 2006, une ambassade de France de plein exercice a été ouverte le 1er janvier 2007, succédant à un bureau de liaison qui dépendait de l'ambassade de France en Serbie-et-Monténégro.

## Consulat

### Communauté française
Au 31 décembre 2016, 135 Français sont inscrits sur le registre consulaire au Monténégro.
| 2001 | 2002 | 2003 | 2004 |
| ---- | ---- | ---- | ---- |
| -    | -    | -    | -    |

| 2005 | 2006 | 2007 | 2008 |
| ---- | ---- | ---- | ---- |
| -    | -    | -    | -    |

| 2009 | 2010 | 2011 | 2012 |
| ---- | ---- | ---- | ---- |
| -    | -    | 111  | 121  |

| 2013 | 2014 | 2015 | 2016 |
| ---- | ---- | ---- | ---- |
| 120  | 133  | 132  | 135  |

| 2017 | 2018 | 2019 | 2020 |
| ---- | ---- | ---- | ---- |
| 144  | 147  | 146  | 134  |

| 2021 | - | - | - |
| ---- | - | - | - |
| 145  | - | - | - |

### Circonscriptions électorales
Depuis la loi du 22 juillet 2013 réformant la représentation des Français établis hors de France avec la mise en place de conseils consulaires au sein des missions diplomatiques, les ressortissants français d'une circonscription recouvrant l'Albanie, la Bosnie-Herzégovine, la Bulgarie, le Kosovo, la Macédoine et le Monténégro élisent pour six ans un conseiller consulaire. Ce dernier a trois rôles : 
1. il est un élu de proximité pour les Français de l'étranger ;
2. il appartient à l'une des quinze circonscriptions qui élisent en leur sein les membres de l'Assemblée des Français de l'étranger ;
3. il intègre le collège électoral qui élit les sénateurs représentant les Français établis hors de France.

Pour l'élection à l'Assemblée des Français de l'étranger, le Monténégro appartenait jusqu'en 2014 à la circonscription électorale de Vienne, comprenant aussi l'Albanie, l'Autriche, la Bosnie-Herzégovine, la Bulgarie, la Croatie, la Hongrie, la Macédoine, la Pologne, la Roumanie, la Serbie, la Slovaquie, la Slovénie et la République tchèque, et désignant trois sièges. Le Monténégro appartient désormais à la circonscription électorale « Europe centrale et orientale » dont le chef-lieu est Varsovie et qui désigne trois de ses 19 conseillers consulaires pour siéger parmi les 90 membres de l'Assemblée des Français de l'étranger.
Pour l'élection des députés des Français de l’étranger, le Monténégro dépend de la 7e circonscription.